# Teatro nacional de Mostar
El Teatro nacional de Mostar es un teatro público en Mostar, en Bosnia y Herzegovina. Este es el teatro más grande de Mostar, donde algunas de las actuaciones más importantes se llevan a cabo, así como otros eventos de arte. Se inauguró oficialmente el 28 de noviembre de 1949 y el evento de apertura fue La noche en el Globoko (Odrpanci), dirigida por el actor y director Safet Pasalic. El primer edificio para el recién creado teatro en Bosnia y Herzegovina después de la Segunda Guerra Mundial se inauguró en Mostar el 17 de noviembre de 1951 con el estreno de Hasanaginica, dirigida por Sveto Milutinovic. Hasta el 27 de febrero de 1992 El Teatro Nacional de Mostar había producido 291 shows. 